# فلاديسلاف ماتفينكو
فلاديسلاف ماتفينكو (بالروسية: Матвиенко, Владислав Иванович)‏ (27 سبتمبر 1967 في روسيا - ) هو مدرب كرة قدم ولاعب كرة قدم روسي (وحمل سابقاً جنسية الاتحاد السوفيتي) في مركز الوسط. لعب مع لوكوموتيف موسكو ونادي كريليا سوفيتوف سامارا وFC Zhemchuzhina-Sochi ‏ ودينامو ستافروبول وفاكل فارونيش ‏ وFC Okean Nakhodka ‏ و وFC Dynamo GTS Stavropol ‏ وتكستيلشيك كاميشين ‏ وFC Zhemchuzhina Budyonnovsk ‏.

## وصلات خارجية
- فلاديسلاف ماتفينكو على موقع قاعدة بيانات كرة القدم.إي يو (الإنجليزية)